# Aegiochus crozetensis
Aegiochus crozetensis là một loài chân đều trong họ Aegidae. Loài này được Kussakin & Vasina miêu tả khoa học năm 1982.